# 69434 de Gerlache
69434 de Gerlache este o planetă minoră (asteroid), cu un diametru de 11,332 km, din centura de asteroizi. A fost descoperită pe 18 aprilie 1996 la Observatorul European Austral de Eric Walter Elst. 
Obiectul prezintă o orbită caracterizată de o semiaxă mare de 3,1284216149671 UAi, o excentricitate de 0,26, o înclinație de 13,4 ° în raport cu ecliptica.